# 三重県道569号蓮峡線
三重県道569号蓮峡線（みえけんどう569ごう はちすきょうせん）は、三重県松阪市を通る一般県道である。

## 概要
松阪市飯高町蓮から松阪市飯高町宮本に至る。

### 路線データ
2017年（平成29年）4月1日現在
- 起点：松阪市飯高町蓮
- 終点：松阪市飯高町宮本国道422号交点）
- 総延長：16.9099 km[1]
- 実延長：16.2242 km
- 車線：1車線（一部2車線）
- 橋梁：38本（総延長：1.4434 km[1]）
- トンネル：2本（総延長：316.2 m[1]）

## 歴史
- 1932年（昭和7年） - 当時の飯南郡森村大字森と同村大字蓮を結ぶ道路として開通した[2]。
- 1951年（昭和26年） - 三重県道に昇格[2]。
- 1959年（昭和34年）1月25日 - 三重県道蓮峡線になった[1]。道路の一部が蓮ダム建設に伴って水没したため、非水没区間も含めて付け替えが行われた[3]。
- 2022年（令和4年）3月25日 - 森工区バイパスの松阪市飯高町森地内0.2 kmの道路改良工事が完成し、森工区バイパス2.1 kmが全線開通した[4]。

## 路線状況

### 重複区間
- 国道166号（松阪市飯高町森）
- 国道166号（松阪市飯高町宮本）

### 道路施設

#### 橋梁
- 辻堂橋（青田川、松阪市）

#### トンネル
- 辻堂トンネル：延長223 m、1988年（昭和63年）竣工、松阪市
- 津本トンネル：延長93 m、1988年（昭和63年）竣工、松阪市

## 地理

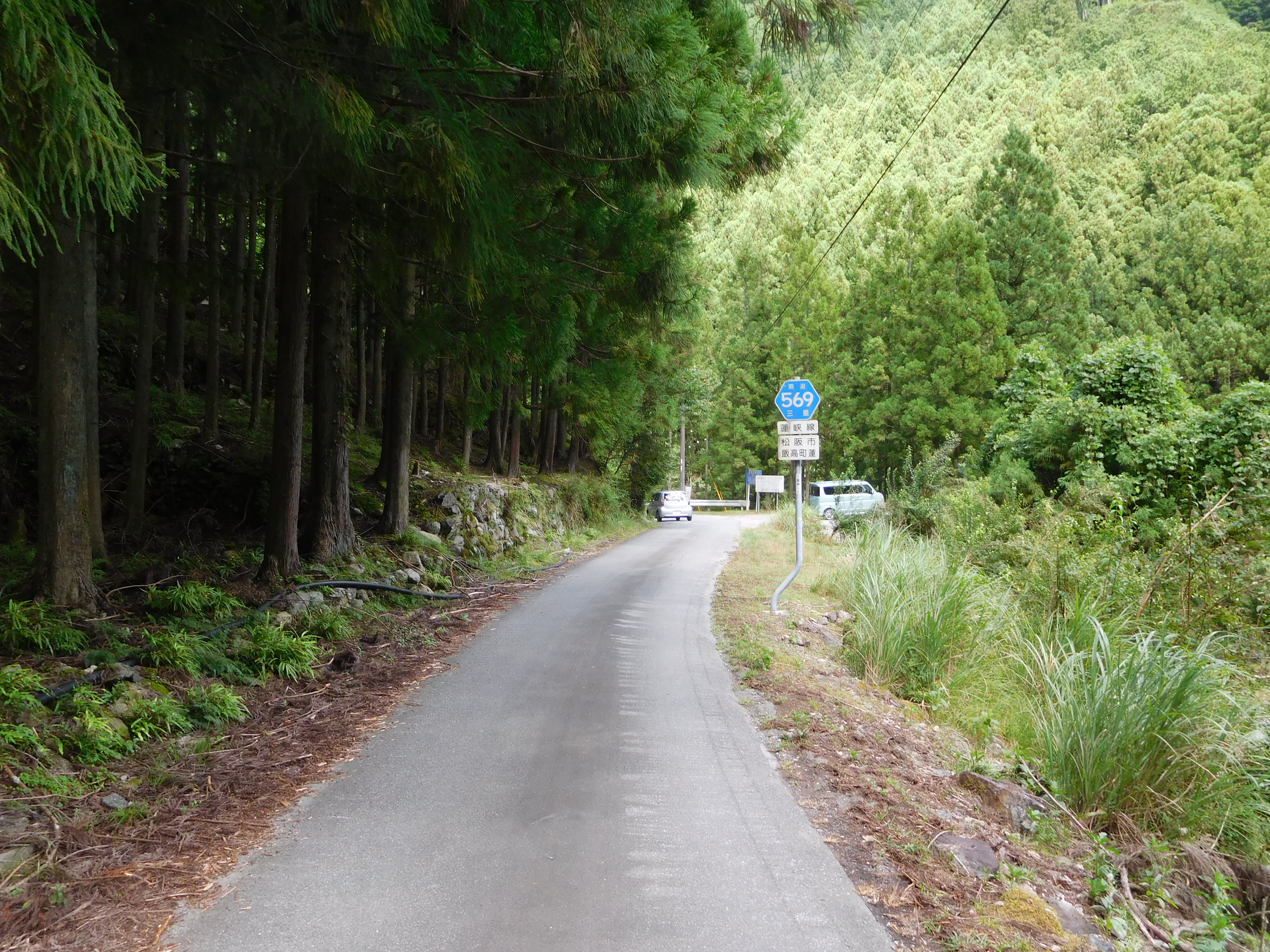
沿線風景（松阪市飯高町蓮）

### 通過する自治体
- 三重県
  - 松阪市

### 交差する道路
| 交差する道路           | 交差する場所 | 交差する場所 |
| ---------------------- | ------------ | ------------ |
| 国道166号 重複区間起点 | 飯高町森     |              |
| 国道166号 重複区間終点 | 飯高町森     |              |
| 国道166号 重複区間起点 | 飯高町宮本   |              |
| 国道166号 重複区間終点 | 飯高町宮本   |              |
| 国道422号              | 飯高町宮本   | 終点         |

### 沿線
- 櫛田川
- 旧・松阪市立飯高西中学校
- 松阪市飯高地域振興局森出張所
- 奥香肌峡温泉
- 奥香肌湖・蓮ダム
- 蓮川
  - 宮ノ谷
- 松阪市立香肌小学校
- 森郵便局